# Mastixis polybealis
Mastixis polybealis är en fjärilsart som beskrevs av Walker 1856. Mastixis polybealis ingår i släktet Mastixis och familjen nattflyn. Inga underarter finns listade i Catalogue of Life.